# Liste der Naturdenkmale in Leutesdorf
Die Liste der Naturdenkmale in Leutesdorf nennt die im Gemeindegebiet von Leutesdorf ausgewiesenen Naturdenkmale (Stand 9. Oktober 2013).

## Naturdenkmale
| Nr.         | Bezeichnung  | Lage                                             | Beschreibung | Bild                                    |
| ----------- | ------------ | ------------------------------------------------ | ------------ | --------------------------------------- |
| ND-7138-382 | Welter-Eiche | südöstlich des Ortes an der ehemaligen B 42 Lage | Quercus sp.  | Direkt Bild zu diesem Denkmal hochladen |